# Kalixälven
Der Kalixälven (auch Kalix älv) ist ein nordschwedischer Fluss, der vom Skandinavischen Gebirge in den Bottnischen Meerbusen fließt.
Den Hauptquellfluss des Kalixälven bildet der Visttasjohka. Dieser entspringt nördlich des Kebnekajse-Massivs unweit des Alesjaure und fließt in südöstlicher Richtung zum Paittasjärvi. Dieser gehört zu einem Seensystem, welches vom Kalixälven entwässert wird.
Der Kalixälven hat eine Gesamtlänge von 450 Kilometern. Sein Einzugsgebiet umfasst ungefähr 18.000 km². Am Oberlauf befinden sich einige größere Seen (wie z. B. Paittasjärvi, Kaalasjärvi und Kaitumjaure) und Wasserfälle (wie z. B. Linafallet und Jockfallet). Der Kalixälven mündet bei Kalix in den Bottnischen Meerbusen. Die mittlere Wasserführung (MQ) beträgt 290 m³/s.
Der Kalixälven ist der längste naturbelassene Fluss Schwedens. Wichtige Nebenflüsse von rechts kommend sind Kaitumälven und Ängesån. Von links mündet der Tärendö älv, der an einer Flussbifurkation des Torneälven entsteht, in den Kalixälven. 